# Xavier Vallès
Xavier Vallès Trias, född 4 september 1979 i Sabadell, är en spansk vattenpolospelare. Han ingick i Spaniens landslag vid olympiska sommarspelen 2008 och 2012. 
Vallès gjorde tre mål i herrarnas turnering i vattenpolo vid olympiska sommarspelen 2012.
Vallès tog VM-silver för Spanien i samband med världsmästerskapen i simsport 2009 i Rom.